# گراپتسوو
گراپتسوو (به آلمانی: Grapzow) یک شهر در آلمان است که در Mecklenburgische Seenplatte District واقع شده‌است. گراپتسوو ۴۵۳ نفر جمعیت دارد.